# Aspona aspera
Aspona aspera är en insektsart som beskrevs av Walker. Aspona aspera ingår i släktet Aspona och familjen hornstritar. Inga underarter finns listade i Catalogue of Life.